# Cap Tribulation
Cap Tribulation est une bande de terre et une localité située à 110 km au nord de Cairns dans le Queensland en Australie.
Elle est située dans le Parc national de Daintree.
La population était de 101 habitants en 2007.
Le lieu doit son nom au navigateur James Cook qui s'est échoué à proximité en juin 1770.